# Mohammed Sidique Khan
Mohammed Sidique Khan (Leeds, West Yorkshire, 20 oktober 1974 - Londen, 7 juli 2005) is een van de vermoedelijke daders van de bomaanslagen op de metro in Londen van 7 juli 2005. Volgens het NRC Handelsblad wordt hij gezien als de leider van het viertal dat de aanslag pleegde. Op 1 september 2005 vertoonde Al Jazeera een videoboodschap van Khan waarin hij in het Engels onder meer het volgende zei: "Jullie democratisch gekozen regeringen begaan voortdurend wreedheden tegen mijn mensen en jullie steun voor hen maakt jullie rechtstreeks verantwoordelijk, net zoals ik rechtstreeks verantwoordelijk ben voor het beschermen en wreken van mijn moslimbroeders en -zusters. Tot we ons veilig voelen, zullen jullie ons doelwit blijven" en "Onze woorden hebben geen invloed op jullie en daarom zal ik met jullie spreken in een taal die jullie begrijpen. Onze woorden zijn dood tot we ze tot leven wekken met ons bloed". Zijn boodschap werd gevolgd door een videoboodschap van Ayman al-Zawahiri van Al Qaida.

## Bron
- NRC Handelsblad, 2 september 2005